# Найманкулова, Базигуль
Базигуль Найманкулова (каз. Найманқұлова Базигүл, 1921 год, аул Кулбай-Тулебай, Киргизская АССР, РСФСР — 1 октября 2008 года, Алматы, Казахстан) — колхозница, Герой Социалистического Труда (1948).

## Биография
Родилась в 1921 году в Талдыкурганской области, Каратальский район в ауле Кулбай-Тулебай . С 1936 года по 1952 год работала звеньевой свекловодческого звена в колхозе «Большевик» Кировского района (сегодня — Каратальский район). С 1952 года по 1962 год работала в колхозе «Первое Мая»
В 1946 году Базигуль Найманкулова собрала 415 центнеров сахарной свеклы с одного гектара. За этот труд она была награждена медалью «За доблестный труд в Великой Отечественной войне 1941—1945 гг.». В 1947 году свекловодческое звено под руководством Базигуль Найманкуловой собрало по 531 центнера сахарной свеклы с каждого гектара и с площади в 4 гектара было собрано по 870,5 центнеров сахарной свеклы. За получение высоких урожаев пшеницы, ржи, хлопка в 1947 году удостоена звания Героя Социалистического Труда указом Президиума Верховного Совета СССР от 28 марта 1948 года с вручением ордена Ленина и золотой медали «Серп и Молот».
Награды
- Медаль «За доблестный труд в Великой Отечественной войне 1941—1945 гг.» (1945);
- Герой Социалистического Труда
- Орден Ленина.

## Источник
- Герои Социалистического труда по полеводству Казахской ССР. Алма-Ата. 1950. 412 стр.